# Barrage de Serra da Mesa
Le barrage de Serra da Mesa est situé sur le cours principal du Rio Tocantins, dans la municipalité de Minaçu, État de Goiás, à 1 790 km de son embouchure.  
Son usine hydroélectrique, située dans le bassin du haut Tocantins, au Goiás, possède une grande importance du point de vue énergétique brésilien. Ses trois unités génératrices  totalisent en effet 1 275 kW susceptibles de fournir annuellement 5 milliards de kWh, indispensables pour cette région en fort développement peu éloignée de Brasilia et de São Paulo et interconnectée avec les réseaux électriques Sud / Sud-Est / Centre-Ouest. 
Le lac de Serra da Mesa - le lac artificiel de l'usine de Serra da Mesa - est le cinquième plus grand du Brésil avec une superficie inondée de 1 784 km² à l'altitude de 460 m, et est le premier du Brésil en volume d'eau, avec 54,4 milliards de m³ ; il a attiré beaucoup d'investissements dans le domaine du tourisme.